# Mustapha Farrakhan
Mustapha M. Farrakhan jr. (Harvey, Illinois, 2 de noviembre de 1988) es un ex baloncestista estadounidense. Con 1,93 metros de estatura, jugaba en la posición de escolta. Es el nieto del líder de la Nación del Islam, Louis Farrakhan.

## Trayectoria deportiva

### Universidad
Jugó cuatro temporadas en los Cavaliers de la Universidad de Virginia, en las que promedió 7,1 puntos, 1,7 rebotes y 1,3 asistencias por partido,

### Profesional
Tras no ser elegido en el Draft de la NBA de 2011, sí lo fue en la primera ronda del Draft de la NBA D-League por los Bakersfield Jam. Allí jugó una temporada, en la que promedió 9,0 puntos y 3,4 asistencias por partido, siendo incluido en el segundo mejor quinteto de rookies de la NBA Development League.
En julio de 2012 se unió a los New York Knicks para disputar las Ligas de Verano de la NBA. En cinco partidos, promedió 9,6 puntos y 1,8 asistencias. En el mes de octubre fichó por Milwaukee Bucks, pero fue finalmente cortado antes del comienzo de la temporada. En noviembre fue readquirido por los Bakersfield Jam, quienes lo traspasaron a los Iowa Energy. Jugó 19 partidos, en los que promedió 6,6 puntos y 2,3 rebotes por partido, antes de ser despedido en enero de 2013. Esa misma temporada jugó también algunos partidos con los Sioux Falls Skyforce y los Idaho Stampede.
En noviembre de 2013 fichó por los Melbourne Tigers de la liga australiana, con los que jugó una temporada en la que promedió 10,3 puntos y 2,2 asistencias por partido.
El 22 de octubre de 2015 fichó por los Oklahoma City Thunder, pero fue despedido dos días más tarde. El 3 de noviembre firmó con Oklahoma City Blue como afiliado de los Thunder. Jugó 18 partidos hasta que fue despedido en febrero de 2016, promediando 8,5 puntos y 1,7 rebotes.